# جامعة الملكة (بلفاست)
جامعة الملكة في بلفاست (بالإنجليزية: Queen's University Belfast)‏، وتعرف اختصارا باسم جامعة الملكة أو كوينز أو QUB، هي جامعة بحثية عامة في مدينة بلفاست، عاصمة أيرلندا الشمالية. أنشئت الجامعة بموجب مرسوم ملكي سنة 1845، وافتتحت سنة 1849، إلا أن جذورها يمكن إرجاعها إلى سنة 1810 وإلى أكاديمية بلفاست الأكاديمية الملكية.
جامعة الملكة هي عضو بكل من مجموعة راسل ورابطة جامعات الكومنولث ورابطة الجامعات الأوروبية ورابطة الجامعات بكل من أيرلندا والمملكة المتحدة.
تمنح الجامعة الدرجات العلمية بمختلف طبقاتها في عدد كبير من التخصصات والعلوم الأكاديمية، وتدير ما يزيد على 300 برنامج لدرجات علمية.

## كليات الجامعة
تنتظم جامعة الملكة في 20 كلية موزعة على ثلاث كليات، وتعمل كل كلية بشكل مستقل كوحدة إدارية منفصلة بالجامعة.

### كلية الفنون والإنسانيات والعلوم الاجتماعية
- كلية التربية
- كلية اللغة الإنجليزية
- كلية التاريخ والأنثروبولوجيا
- كلية السياسة والدراسات الدولية والفلسفة
- كلية اللغات الحديثة
- كلية القانون
- كلية الإدارة بجامعة الملكة
- كلية الفنون الإبداعية
- كلية علم الاجتماع والسياسة الاجتماعية والخدمة الاجتماعية

### كلية الهندسة والعلوم الفيزيائية
- كلية الكيمياء والهندسة الكيميائية
- كلية الإلكترونيات والهندسة الإلكترونية وعلوم الحاسب
- كلية الجغرافيا وعلم الآثار وعلم النظام البيئي القديم
- كلية الرياضيات والفيزياء
- كلية الهندسة الميكانيكية والفضائية
- كلية التخطيط والعمارة والهندسة المدنية
- كلية علم النفس

### كلية الطب والصحة وعلوم الحياة
- كلية العلوم البيولوجية
- كلية الطب وطب الأسنان والعلوم الطبية الحيوية
- كلية التمريض والقبالة
- كلية الصيدلة

## وصلات خارجية
- الموقع الرسمي للجامعة